# ジェラール・クロワゼ

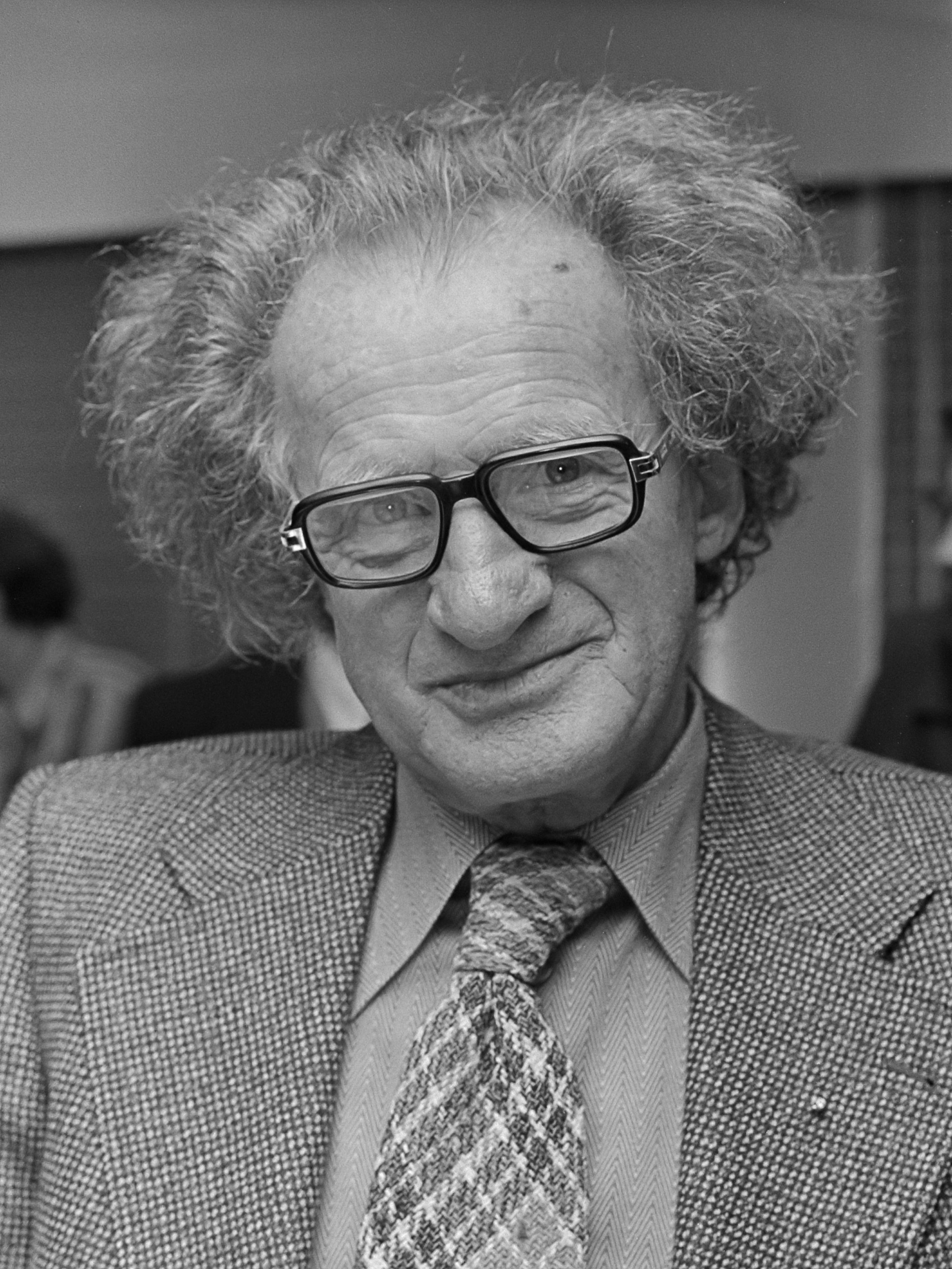
ジェラール・クロワゼ(1976年)

ジェラール・クロワゼ（ジェラルド・クロワゼット、Gerard Croiset 1909年3月10日 - 1980年7月20日）は、オランダの自称・超能力者。本名ヘーラルト・ブクビンダー（Gerard Boekbinder）。
行方不明者などを超能力で捜しだすと言われ、精神感応能力者（サイコメトラー、psychometrist）と呼ばれる分野の超能力者の先駆者となった。
しかし、彼の超能力捜査は失敗が多数あり、例えばボーモント姉弟失踪事件の捜査は完全に失敗している。その他、自分の成果であるように捏造している事もわかっており、彼を超能力者と呼ぶ事を疑問視する声も多い。

## 日本での活動
日本ではジェラルド・クロワゼットと、英語読みで紹介されていた。
彼の招聘を主導したのはNETのテレビ番組『水曜スペシャル』の企画監修者だった中岡俊哉、番組プロデューサーの柳本猛である。中岡は1974年11月にオランダを訪問し、クロワゼ本人の知遇を得ていた。このとき中岡は、機会があれば来日して犯罪捜査や行方不明者捜索に力を貸してほしいと述べ、クロワゼも好意的に応じていた。

### 1976年５月５日放送「水曜スペシャル」
1976年１月、中岡はクロワゼが得意とする「椅子テスト」と行方不明者捜索という二本柱の企画を立て、クロワゼの招聘を正式に提案して採用された。番組はクロワゼの紹介ロール、椅子テストの結果の生放送、行方不明者の捜索状況の紹介と中継という三部構成とされた。
４月４日、クロワゼは中岡から日本国内で最近起こった３件の事件について不明者の顔写真などの資料を示され、透視に基づく地図やスケッチを作成した。翌５日、ユトレヒト大学超心理学研究所の一室にて椅子テストの撮影に臨んだ。
４月下旬、局側の調査により、３件は男女間の愛憎や金銭をめぐるトラブルが絡んでいる可能性が濃厚であるとしていずれも不採用となる。４月29日、クロワゼは中岡から別の行方不明事件を示された。それは1975年11月に父子が失踪し、父親が自殺した後も男児の行方だけがわからないという事件だった。クロワゼは男児の遺体が川の近くに埋められたことを透視した。捜索班はクロワゼの透視に一致する風景を確認し、クロワゼが描いた図を参考にして鶴見川近辺の地点で発掘作業を開始した。また、椅子テストの参加者はタレントと一般参加者合わせて20名とし、参加者は番号が引かれたボールを引いてその番号の椅子に座ることとされた。
５月１日、千葉県市原市において７歳の女児が行方不明となる。それぞれ事件を新聞で目にした柳本と中岡は、５月３日、クロワゼに番組内でこの事件を透視してもらうことで一致。同日に来日したクロワゼはこれを受け入れた。
５月４日17時に行方不明の７歳児童を超能力で捜査、それに従って、放送当日となる5月5日の朝に撮影スタッフが山倉ダム（千葉県市原市）を訪れ、午前７時頃に水死体を発見。番組中で超能力捜査を生放送する予定を急遽変更し、発見時の録画映像の一部始終を放送した（視聴率は30.5%）。
なお、児童が山倉ダムで水死した可能性は発見前から捜査関係者から予想され、行方不明直後に水死していたと仮定すれば５日頃に腐敗したガスによる浮力で湖底から浮上してくると推測されており、同日９時半から警察等が総勢290名で捜索する予定であった。そのため、番組スタッフが訪れなくともその日のうちに発見される可能性が高かった。NETのスタッフは事前に事件現場と捜査本部を訪れ下調べを行っており、警察の捜索方針を知ることは可能であった。この番組では市原市児童行方不明事件以外にも２件の超能力捜査を行ったが、いずれも事件解決にはつながらなかった。また同番組の招きで同年12月に再来日したが、このときの超能力捜査はすべて失敗している。

### 日本警察による透視依頼
クロワゼは1975年３月、中岡の仲介で、日本警察の依頼を受けて三億円事件の犯人像の透視を試みている。この件はクロワゼ来日中に『夕刊フジ』（1976年５月９日付）がすっぱ抜いたことで明らかになった。警察関係者によるリークに憤った中岡は、著書『クロワゼットの透視力』（６月刊行）において、透視内容を含めた一部始終を公表した。
また、1976年５月の来日中にはNETを通して警視庁が正式に依頼し、日本滞在最終日の５月10日に警視庁の一室で透視が行われたという。これは都内ホステス女性の失踪に関するもので、４月の段階ですでに中岡が透視を依頼していた１件だった。クロワゼにとって２回目となる透視であったが、中岡は５月の透視内容の詳細について明らかにしていない。